# Westmarsh
Westmarsh est un village du Kent, en Angleterre.